# Молере (Кунео)
Молере је насеље у Италији у округу Кунео, региону Пијемонт.
Према процени из 2011. у насељу је живело 77 становника. Насеље се налази на надморској висини од 442 м.